# Simone Leonardi
Simone Leonardi (Roma, 22 giugno 1982) è un attore, doppiatore e regista teatrale italiano.

## Biografia
Nato a Roma, inizia i suoi studi di recitazione frequentando i laboratori teatrali “Velia Cecchini” tenuti dal regista Giovanni Nardoni. Perfeziona la sua formazione come attore tramite l'approfondimento sul metodo realista con John Strasberg e sul repertorio shakespeariano in Gran Bretagna presso la compagnia Charioteer Theatre. Si dedica inoltre allo studio del canto con diversi maestri – in particolare Jana Mrazova e Anna Maria Di Marco – e della tap-dance e repertorio musical con Ann Amendolagine. Studia scrittura creativa all'Università degli Studi di Roma "La Sapienza" con Vincenzo Cerami.

## Carriera
Nei primi anni del 2000 per il teatro di prosa prende parte a diverse produzioni dello stesso Nardoni, quali Teleny, Odissea e Iliade. Successivamente si dedica principalmente al teatro musicale, in Full Monty, per la regia di Gigi Proietti, Lady Day, accanto ad Amii Stewart e My Fair Lady, con Corrado Tedeschi e Gian Fabio Bosco, per la regia di Massimo Romeo Piparo.
Sotto la direzione di Gino Landi veste i panni del nipotino di Geronimo Stilton in Geronimo Stilton Supershow e quelli di Caderousse ne Il Conte di Montecristo.
Nel 2006 interpreta Mr. Jefferson in Rent di Jonathan Larson, prodotto da Pavarotti International e successivamente torna a essere diretto da Piparo nel ruolo di Dexter Haven in Alta società, accanto a Vanessa Incontrada, Cristian Ruiz e Francesca Taverni.
Dal 2009 al 2011, per oltre 500 repliche, è interprete del ruolo di Din Don ne La bella e la bestia, prodotto da Stage Entertainment, primo esempio di resident show in Italia.
Nel 2011 arriva il ruolo di Bernadette in Priscilla, la regina del deserto, trasposizione teatrale del film del 1994 in cui il medesimo ruolo è impersonato da Terence Stamp. Grazie a questa interpretazione il 10 novembre 2012 riceve il "premio nazionale Sandro Massimini". Sempre per questo ruolo vince il Musical Award (edizione 2013) come miglior attore protagonista, accanto a Loretta Goggi, miglior attrice protagonista.
Nel 2014, per la produzione Battuage, entra a far parte della compagnia teatrale Vucciria Teatro, che con lo spettacolo d'esordio Io, mai niente con nessuno avevo fatto ha vinto il Roma Fringe Festival 2013 e il San Diego International Fringe Festival 2014.
L'estate del 2014 lo vede protagonista maschile del musical Sunset Boulevard, accanto a Donatella Pandimiglio, in prima nazionale al Festival di Todi.
Nel 2015 è nuovamente impegnato in un musical targato Disney, Newsies, nel ruolo di Joseph Pulitzer.
Il 2016 vede due suoi debutti: il primo in una serie TV, L'ispettore Coliandro, interpretando il ruolo di Ursula nel terzo episodio della quinta stagione, dal titolo Salsa e Merengue; il secondo al cinema nel film Al posto tuo, per la regia di Max Croci.
Torna inoltre ad essere diretto da Federico Bellone come tenente Schrank nel musical West Side Story, riproposto in Italia dopo un'assenza di 20 anni.
Si occupa inoltre di adattamenti di musical in italiano, come The Last Five Years di Jason Robert Brown.
Le competenze acquisite nel corso degli anni lo portano a cimentarsi con il lavoro di regia di diversi spettacoli, dove in alcuni è anche autore, come Amore e musical e La strada per il Paradiso, in scena al Teatro dell'Opera di Sanremo, e R&G: tutto questo è già successo, spettacolo itinerante a Villa Lais con il patrocinio del comune di Roma, fino all'incarico di regista associato nel 2014 per la versione italiana del musical Dirty Dancing, basata sull'omonima produzione inglese. Nel 2016 è regista dello spettacolo Il covo dei ladri, adattamento in italiano di Den of thieves di Stephen Adly Guirgis, occupandosi anche della traduzione insieme a Claudio Arresta.
Nel 2017 debutta come autore a Londra, presso l'Etcetera Theatre, con To Be Or Not to be Scarlett O'Hara, atto unico in cui si immagina di incontrare Vivien Leigh e Laurence Olivier dopo la cena di Natale del 1938, durante la quale alla famosa attrice è stato annunciato che avrebbe interpretato il ruolo eterno della protagonista di Via col vento, osservando come affrontano il cambiamento che questa notizia produce nella coppia .
La sua esperienza londinese continua con il ruolo di John Robinson nel nuovo musical Free Solo, presentato in anteprima durante la rassegna Camden Fringe presso il Hen and Chickens Theatre e finalista al BEAM 2018.
Il 2018 lo vede nuovamente protagonista nel paese natio, sia come regista associato della versione italiana (la prima non in lingua inglese) di Potted Potter - L’esperienza potteriana non autorizzata - una parodia di Dan e Jeff, sia come attore, ricoprendo il ruolo di Henri Baurel nella prima italiana di An American in Paris e Mr. Banks nel musical Mary Poppins.
Nel 2019 il suo impegno teatrale lo vede interpretare il giudice Turpin nella versione con la regia di Claudio Insegno di Sweeney Todd - Il Diabolico Barbiere di Fleet Street. Torna inoltre a ricoprire il ruolo di Bernadette nel nuovo tour di Priscilla, la regina del deserto - Il musical, dopo la prematura scomparsa di Manuel Frattini.
Il 2022 vede il suo ritorno sul grande schermo con due film, Settembre e Diabolik - Ginko all'attacco!.
In parallelo alla carriera di attore e regista, porta avanti la sua attività come doppiatore per il cinema e la TV in serial, documentari e cartoni animati.
Il 2020 e 2021 vedono arricchirsi questa attività, prendendo parte a film tratti da opere teatrali, come Cats e The boys in the band ed entrando nel mondo Marvel prima con il film Eternals, dando la voce a Phastos, interpretato da Brian Tyree Henry e successivamente con il film Spider-Man: No Way Home, dando la voce a Curt Connors/Lizard di Rhys Ifans, subentrando a Pino Insegno, che l'aveva doppiato in The Amazing Spider-Man. L'avventura Marvel continua nel 2022 con il doppiaggio del personaggio di Simon Stroud, interpretato da Tyrese Gibson, nel film Morbius.
Nel 2023 a teatro, in occasione dei festeggiamenti per il decennale di Priscilla, la regina del deserto - Il musical, indossa nuovamente i panni di Bernadette.
Il 2024, oltre alle attività come doppiatore, lo vede tornare alla recitazione prima nel ruolo di Filo nella miniserie televisiva Those About to Die, ambientata a Roma nel periodo degli imperatori Vespasiano (interpretato da Anthony Hopkins) e Tito (interpretato da Tom Hughes), successivamente a teatro, nei panni di Torvald Helmer in Casa di bambola, parte 2 di Lucas Hnath, rappresentato per la prima volta in Italia grazie alla traduzione e regia di Claudio Zanelli.

## Filmografia

### Cinema
- Al posto tuo, regia di Max Croci (2016)
- Settembre, regia di Giulia Steigerwalt (2022)
- Diabolik - Ginko all'attacco!, regia di Manetti Bros. (2022)

### Televisione
- Al posto tuo – programma TV e
- Torto o ragione? Il verdetto finale – programma TV
- L'ispettore Coliandro – serie TV, episodio 5x03 (2016)
- Unwanted - Ostaggi del mare – miniserie TV (2023)
- Those About to Die – miniserie TV (2024)

## Teatro

### Attore
- Nell'ultima ora (1999)
- Teleny di Oscar Wilde (2000)
- Vita di Sir William Shakespeare? (2000)
- Bent (2001)
- La magica storia di Babbo Natale (2001)
- Odissea di Omero (2001)
- Iliade di Omero (2002)
- Canto di Natale (2002)
- Tempesta (2003)
- Full Monty (2003)
- Lady Day (2004-2005)
- My Fair Lady (2005)
- Boccadoro the Traveller (2005)
- Rent (2006)
- Geronimo Stilton Supershow (2006)
- Alta società di Cole Porter (2007)
- Il paese del sorriso di Franz Lehár (2008)
- Il conte di Montecristo di Alexandre Dumas (2008)
- Adelchi di Alessandro Manzoni (2009)
- La bella e la bestia (2009-2011)
- Storia nostra all'antica osteria (2011)
- Priscilla, la regina del deserto (2011-2013)
- Battuage (2014-2015)
- Sunset Boulevard (2014)
- Storia nostra dalla breccia all'americani (2015)
- Newsies (2015)
- West Side Story (2016)
- Kensington Gardens (2016)
- Free Solo (2017-2018)
- An American in Paris (2018)
- Mary Poppins (2018)
- Sweeney Todd - Il diabolico barbiere di Fleet Street (2019)
- Priscilla, la regina del deserto (2019-2020, 2023)
- Casa di bambola, parte 2 (2024)

### Regista
- Passeggianno pe' villa Borghese (2006)
- Il marinaio di Ferdinando Pessoa (2009) – assistente alla regia
- Amore e musical (2011-2012) – autore, regista ed interprete
- La strada per il Paradiso (2013) – autore, regista ed interprete
- R&G Tutto questo è già successo, tratto da Romeo e Giulietta di William Shakespeare (2014) – autore e regista
- 2014 Dirty Dancing (2014) – regista associato per l'Italia e parole italiane delle canzoni tradotte
- Il covo dei ladri (2016) – regista e traduzione in italiano del testo
- Potted Potter - L’esperienza potteriana non autorizzata - una parodia di Dan e Jeff (2018-2019) – regista associato per l'Italia
- La Sirenetta di Simone Martino (2019)

### Autore
- To Be Or Not to be Scarlett O'Hara (2017)

## Doppiaggio[24]

### Cinema
- Richard Jutras in Stonewall
- Lamorne Morris in Yesterday
- Robbie Fairchild in Cats
- Zachary Quinto in The Boys in the Band
- Emil Almén in Dancing Queens
- Brian Tyree Henry in Eternals
- Grégory Di Méglio in La ragazza di Stillwater
- Rhys Ifans in Spider-Man: No Way Home
- Seo Hyun-Woo in Amore e guinzagli
- Tyrese Gibson in Morbius
- Preston Martin in Not Okay
- Lee Beom-Soo in 20th Century Girl
- Jamie Chapman in Natale a Mistletoe Farm
- Shamier Anderson in Lividi
- Sinqua Walls in The Blackening
- Austen Jaye in A Neighbor's Vendetta
- Erwan Kepoa Falé in Passages
- Taran Killam in River Wild
- Drew Powell in A Christmas Mystery
- Jonathan Wilde in Un tocco di creatività a Natale
- Jake Lacy in L'ammutinamento del Caine - Corte marziale
- Sallieu Sesay in Manodrome
- Mark Masterton in Mercy
- Jevon White in Un tato per la mamma
- Stephen Lobo in The Painter
- Cedric the Entertainer in Unfrosted - Storia di uno snack americano
- Jon Beavers in Horizon: An American Saga - Capitolo 1
- Nyasha Hatendi in Genie
- Stany Coppet in Deep Fear
- David Fung in Il Natale perfetto di Carol
- Curtis Lovell in Il più bel regalo del Natale
- Ryan Bergara in The Good Half
- Dominic Purcell in Blood Creek
- Miss Lawrence in The Deliverance - La redenzione
- Junior Leslie in Escort girl
- Craig Robinson in Hot Frosty - Una magia di Natale
- Omari Douglas in Vi dichiaro moglie e...
- Chris Mimikos in Cercasi amore a prima vista
- Erick Szot in Basta dire sì

### Serie televisive
- Armand Fields in Work In Progress
- Alex Hafner in Le ragazze del centralino
- Youssef Kerkour in Cursed
- Joshua Harto in The Resident
- Brian Tyree Henry in Marvel Studios: Assembled
- Michael Cerveris in Regina del Sud
- Kova Réa in Queen Loretta
- Derek Smith in Mike
- Salvatore Antonio in Transplant
- Michael Beach in Mayor of Kingstown (2a voce stagione 1)
- Pedro De Tavira Egurrola in Le indagini di Belascoarán
- Richard Clothier in Warrior Nun
- James Coker e Donald Cerrone in Mythic Quest: Raven's Banquet
- Craig Frank in Daily Alaskan
- Sebastian Hülk in Totenfrau - La signora dei morti
- Jeon Bae-Su in Going to You at a Speed of 493km
- Yoo Sang-jae in Voice
- Brian Stokes Mitchell in Up Here
- T. K. Carter, John Churchill e Philip Anthony-Rodriguez in The company you keep
- Monét X Change in Glamorous
- Nathan Armarkwei Laryea in The Witcher
- Adam Shapiro in The Bear
- Toby Schmitz in Ragazzo divora universo
- Steven Anton e Eugenio Pérez Jacomo in Las viudas de los jueves
- Kevin Kilner in East New York
- Fayez Bakhsh in Silverpoint
- Hannibal Buress in What We Do in the Shadows
- James McClelland in Una specie di scintilla
- O. T. Fagbenle in Loot - Una fortuna
- Ido Samuel in We Were the Lucky Ones
- McKinley Belcher III in Eric
- Jason Callender in Malory Towers
- Trixie Mattel in English Teacher
- La Bruja de Texcoco in Il segreto del fiume
- Terrell Carter in Beauty in black
- Celion Kerk in Contro gli inferi
- Oussama Kheddam in La scomparsa di Kimmy Diore
- Jo Seung-Gu in Hellbound
- Andrea Cocco in Gormiti - The New Era

### Serie animate
- Tataglio in Stellina
- John Ace in Monsuno
- Cory Booker, Bill Shine e Boris Johnson in Our Cartoon President
- Piniet in The Owl House - Aspirante strega
- Thornbergaupht in Alvinnn!!! e i Chipmunks
- Sylvester in Prosciutto e uova verdi
- Bird in Bee e PuppyCat
- Papà Pollo in Coccodè, tocca a me!
- Pael in Dead End: Paranormal Park
- Tsibinki in Kizazi Moto
- Pagan Min in Captain Laserhawk: A Blood Dragon Remix
- Stuffley in Dee & Friends in Oz
- Manipulens in Kung Fu Wa!

### Film d'animazione
- Dragon King in The Monkey King
- Prancer in Niko e la slitta di Babbo Natale

### Videogiochi
- Watch Dogs 2 (2016)[25]
- Cyberpunk 2077 (2020)[26]
- Diablo IV (2023)[27]
- Horizon Call of the Mountain (2023)

## Premi e riconoscimenti
- 1999 Vincitore del premio "Fuori Tempo" come miglior voce under 21
- 2012 Vincitore del premio Nazionale Sandro Massimini, conferito dal Festival Internazionale dell'Operetta a Trieste, come miglior attore italiano nel teatro musicale
- 2014 Vincitore del "Musical Award" (edizione 2013) come miglior attore protagonista per Priscilla, la regina del deserto - Il musical